# Andriej Griaziew
Andriej Władimirowicz Griaziew, ros. Андрей Владимирович Грязев (ur. 26 lipca 1985 w Perm) – rosyjski łyżwiarz figurowy startujący w konkurencji solistów. Medalista zawodów z cyklu Grand Prix, mistrz świata juniorów (2004), srebrny medalista finału Junior Grand Prix (2003) oraz mistrz Rosji (2007). Zakończył karierę amatorską w 2009 roku.